# Gmogala scarabaeus
Gmogala scarabaeus — вид аранеоморфних павуків родини павуків-тенетників (Theridiidae).

## Поширення
Вид поширений в Австралії та Папуа Новій Гвінеї.